# Ты — не ты
«Ты не ты» (англ. You’re Not You) — американская драма 2014 года режиссёра Джорджа К. Волфа, снятая по одноимённому роману писательницы Мишель Уилджен. В главных ролях: Хилари Суонк, Эмми Россум и Джош Дюамель.

## Сюжет
История о неизлечимо больной пианистке и молодой девушке, которая становится её сиделкой.
Кейт умна, талантлива и красива, она отмечает день своего тридцатипятилетия вместе с любимым мужем (Эван) и друзьями. Во время своей игры на пианино, она замечает странный тремор в руках, который помешал ей исполнить мелодию правильно. 
Полтора года спустя Кейт уже не может обходиться без помощи мужа и сиделки и передвигается при помощи ходунков. 
Параллельно фильм знакомит нас с Бек. Бек молода, красива, полна энергии, но совершенно не знает, что ей делать со своей жизнью. Она проводит ночи в неразборчивых связях, завязла в интрижке со своим женатым преподавателем, постоянно пропускает занятия и меняла специализацию 6 раз за три года. Она хочет писать песни и петь, но первый её выход на сцену оборачивается катастрофой.
Кейт проводит собеседование с новой кандидаткой в сиделки, которой и оказывается Бек. Несмотря на то, что Бек показывает себя не лучшей кандидатурой, Кейт берёт её на работу. Первое время дела идут не лучшим образом: Бек неопытна, не умеет готовить, постоянно опаздывает и находит для этого все возможные отговорки, из-за чего попадает под угрозу увольнения. Всё меняется, когда Кейт, подозревая мужа в измене, просит Бек показать ей переписку мужа. Она находит в переписке подтверждение своим опасениям - у Эвана есть другая женщина. Кейт говорит, что не хочет оставаться дома к возвращению Эвана и Бек увозит её к себе домой на ночь. 
На следующее утро Кейт и Бек едут в пансион по уходу за тяжелобольными: Кейт винит в измене мужа себя и свою болезнь и хочет переехать в пансион, не желая больше осложнять жизнь Эвана. Она жалеет его и говорит Бек о том, что он не заслуживает такую тяжелую жизнь. Бек возмущена решением Кейт и увозит её из пансиона, заявляя, что вина лежит на её муже, а потому и новое жильё себе должен искать Эван, а не Кейт. Кейт встречается с Эваном и просит его съехать из их дома. 
Ночью с Кейт происходит приступ - она не может нормально дышать. Бек вызывает помощь, но Кейт приказывает отменить вызов. Она просит Бек не вызывать врачей ни при каких условиях: она не хочет закончить жизнь в больнице, подключенной к проводам и трубкам. Кейт настаивает на этом, говоря "это моё решение, а не твоё". 
Отношения между Кейт и Бек постепенно перерастают в тёплую дружбу, а Бек погружается в свою работу с головой. Подруги знакомятся с супружеской парой Мерилин (тоже неизлечимо больна) и Джоном с которыми великолепно проводят время. Через некоторое время в их компанию вливается Уилл - парень, с которым Бек провела ночь в отместку своему женатому преподавателю. После ночи с Бек Уилл влюбляется в неё и пытается всячески заслужить её симпатию, но Бек остается к нему холодна - её интересует только преподаватель, хотя тот явно использует Бек, не заботясь о её чувствах. 
В один из дней Кейт и Бек приезжают на праздник к подруге Кейт. На празднике Кейт просит подержать малышку своей подруги, но в этот момент с ней приключается новый приступ и она едва не роняет ребенка, вызвав тем самым злость подруги. На этом же празднике она пересекается с Эваном. Эван говорит о том, что разорвал связь с другой женщиной и хочет вернуться к жене. Но Кейт говорит ему, что дело не в другой женщине. Она не хочет возобновлять отношения с Эваном потому, что она для него - невидимка. Она хочет быть увиденной, а не пустым местом. Она говорит мужу, что любит его, но просит уйти, потому что больше не желает жить в таких отношениях.
Бек, ставшая свидетельницей этой сцены, пересматривает своё отношение к любовнику-преподавателю и к Уиллу. 
Рождество подруги проводят вместе, но внезапно домой к Кейт приезжают родители Бек. Мать отчитывает Бек за то, что та опять тратит всю себя "на то, что обречено на провал", она призывает Бек бросить работу сиделки и заняться своей жизнью. Бек отказывается, но Кейт, слыша их разговор через рацию, просит Бек уйти, та уволена. Кейт и Эван снова сходятся.
Некоторое время спустя умирает Мерилин - неизлечимо больная подруга Кейт. Эван зачитывает ей прощальную речь мужа Мерилин: та пропитана любовью к супруге, с которой мужчина провел 44 года. Это письмо сильно меняет отношение Эвана к Кейт, теперь он любит её еще сильнее. 
Очередной приступ приводит Кейт в больницу. Её нужно подключить к аппарату ИВЛ. Там семья Кейт обнаруживает, что право принятия решений в отношении своего здоровья Кейт поручила Бек. Бек приезжает в больницу и, несмотря на уговоры матери Кейт, Бек увозит Кейт домой, заявляя, что именно этого хочет Кейт. 
Эван и Бек увозят Кейт домой, счёт теперь идёт на дни и часы. Кейт медленно угасает, окруженная любовью и заботой мужа и сиделкой. Эван, не силах вынести тяжесть горя, говорит жене о своей любви к ней и уезжает. Ночью Кейт, чувствуя конец, просит Бек найти того, кто будет видеть её настоящую и просит Бек так же стать тем, какой Кейт её видит. 
Поздней ночью с Кейт происходит новый приступ, который становится последним. Бек обнимает подругу и остаётся с ней до самого конца, несмотря на невыносимую боль и страх. Фильм завершается сценами, где Уилл приходит к дому Бек и они вместе сидят на ступеньках, а так же самой последней сценой - Бек всё-таки вышла на сцену и исполнила свою песню. 

В титрах указано, что фильм посвящен памяти Стивена Гринспена. 

## В ролях
| Актёр            | Роль           |
| ---------------- | -------------- |
| Хилари Суонк     | Кейт           |
| Эмми Россум      | Бек            |
| Джош Дюамель     | Эван муж Кейт  |
| Стефани Беатрис  | Джилл          |
| Джейсон Риттер   | Уил            |
| Джулиан Макмэхон | Лиам           |
| Эли Лартер       | Келли          |
| Андреа Сэвадж    | Алисса         |
| Джеральд Дауни   | Билл           |
| Майк Дойл        | Том            |
| Лоретта Дивайн   | Мэрилин        |
| Эрни Хадсон      | Джон           |
| Эрин Ченовет     | Синтия         |
| Гарет Уильямс    | Брюс           |
| Марша Гей Харден | Элизабет       |
| Фрэнсис Фишер    | Гвен мать Кейт |
| Эд Бегли-мл.     | дядя Роджер    |
| Даниэль Кеннеди  | тётя Элеанор   |
| Джефф Пирсон     | отец Кейт      |

## Производство
Съемки проходили в Лос-Анджелесе и завершились в декабре 2012 года.

## Прокат
Прокат фильма в Северной Америке начался 10 октября 2014 года всего в 5 кинотеатрах и собрал только 11 486 долларов. 
13 апреля 2015 года фильм выпустили на DVD. 
27 августа 2015 года фильм дебютировал в Италии на пятом месте с общим сбором почти 154 тыс долларов в первый уик-энд
.